# 綠島鄉
22°39′36.99″N 121°29′22.43″E / 22.6602750°N 121.4895639°E
綠島鄉位於臺灣臺東縣東南方外海，太平洋之上，為臺東縣的離島鄉之一。管轄範圍為綠島全境，面積約為15平方公里，是臺東縣面積最小的行政區。
綠島是由輝石安山岩所形成之火山島，為全國第四大附屬島嶼。族群結構上主要為清領時期自琉球嶼與東港移民而來的閩南人，且為臺東縣唯一無原住民族地位的行政區，在戒嚴時期曾是關押政治犯的著名監獄。由於島嶼擁有豐富的海岸生態資源，1980年代以後被劃為「綠島風景特定區」的一部分，旅客人次迅速增加，促使觀光業成為綠島鄉的主要經濟產業。

## 歷史

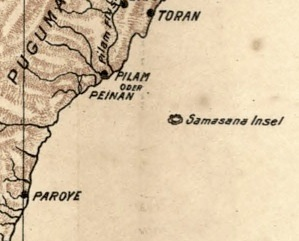
20世紀初德語地圖上的綠島（Samasana Insel）

綠島原名火燒島，亦稱雞心嶼、青仔嶼、榕仔嶼，阿美族稱為Sanasay，而達悟族則稱之為Jitanasey。西方人有稱之「Samasana島」。火燒島之名最早見於嘉慶十五年著作「台灣府輿圖纂要」，該書稱綠島為「火燒嶼」。1937年（昭和12年）設火燒島，屬台東廳台東郡管轄。戰後火燒島設鄉，歸屬於台東縣管轄，於1948年（民國37年）改名為“綠島”，延用至今。
據歷史記載，綠島最早為達悟族、阿美族等原住民居地，且根據史溫侯（Robert Swinhoe）的記載，綠島本地上的原住民僅有百人，曾與琉球人（loochooana）聯盟:33。
1813年（嘉慶18年）小琉球（今琉球鄉）漢人漁民曾勝開等為風漂至火燒島，於阿眉山下的海濱建一共同住屋稱為公館，著手開墾，並且招小琉球家眷及民23眾至，因來者日眾，故在中寮灣岸建一聚落，名曰「中寮」，光緒後漢人往來更頻繁。
1850年（道光30年），東港漁民陳必先等餘人，在行船歸途中遭遇颱風，漂流至綠島，大嘆綠島之美，一年後便率人前來定居開墾，最早於柚子湖、溫泉一帶居住，後來移民漸增。即成為今日公館村、南寮村、中寮村、溫泉村等村落。
2017年3月10日前後，綠島北側海域遭排放大量重油，油汙隨海流擴散於附近沿岸8公里海域及陸地。

### 綠洲山莊

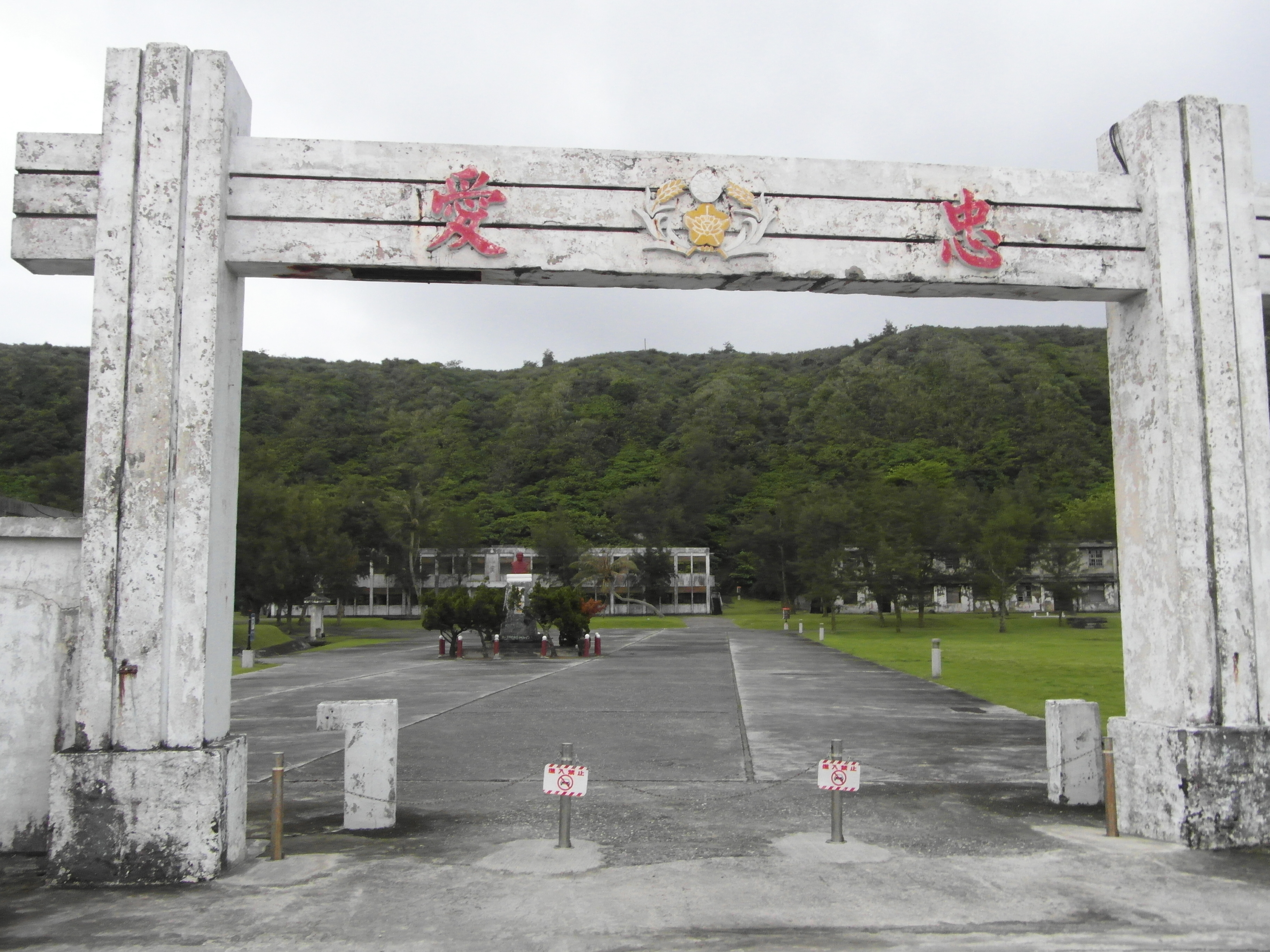
白色恐怖綠島紀念園區

綠島曾經是國民黨政府戒嚴時期，特別是白色恐怖期間作為一個政治犯的流放地。 1940年代末至1980年代末期間被監禁的囚犯獲釋之後，成立了民進黨，其中最著名的是施明德。作家兼政治異議人士柏楊（本名郭定生）亦都曾經在綠島服刑。
關押在綠島的大部分政治犯（如施明德）都住在「綠洲山莊」（又稱為「綠島感訓監獄」）。 監獄後來被關閉，其內部現已向公眾開放，並建有「白色恐怖綠島紀念園區」供遊客緬懷歷史。

## 地理環境

### 地形
綠島位於台東東方約33公里的太平洋（菲律賓海）上，島身呈不等邊四角形，南北長約4公里，東西寬約3公里，面積約16平方公里，為台灣第四大外島。島內山丘縱橫，最高點為火燒山，高度280公尺，東南臨海處多為斷崖，西南角是長達四公里多的平原沙灘。西北近海岸區地勢低緩，為全島主要聚落所在。
而現今世界上已知最巨大且年紀最老的活珊瑚群體，聳立在綠島南寮灣水深18公尺海底，俗稱「大香菇頭」或「鋼盔」，是顆巨大的團塊微孔珊瑚群體，高約10公尺，圍寬31公尺。澳洲的大堡礁有圍寬更巨大的活體珊瑚，但高度不及綠島的大香菇。2016年9月18日，潛水教練俞明宏發現，「大香菇」在經歷尼伯特、莫蘭蒂兩大颱風的侵襲之下，無法承受強力的浪潮，導致活體珊瑚從底部斷裂，倒在旁邊的小型活體珊瑚塊上。
受到菲律賓海板塊的擠壓，綠島正以每年八公分的速度旋轉、移向台東，約五十萬年後綠島就會在台東市位置連接。

### 生物與生態
島上生物數量分佈約有以下幾類：
- 台灣狐蝠：為琉球狐蝠亞種。1970年代在綠島約有近千隻，但人類大量捕獵、山產店販售食用，加上棲地遭破壞，已瀕臨絕種。2009年林務局與台北市立動物園合組的研究團隊觀察時，全島僅四隻。[13][14][15]

### 人口
根據臺東縣臺東戶政事務所統計，2024年底綠島鄉戶數計有1,272戶，人口計有4,385人，下轄三村人口分布情形分別為南寮村計有1,920人、中寮村計有1,254人、公舘村計有1,211人。綠島鄉人口的年齡構成中，0至14歲人口佔比8.32%，15至64歲人口佔比77.72%，65歲以上人口佔比13.96%，是臺東縣青壯年人口佔比最高的行政區。

## 政治

### 歷任首長
| 任次 | 姓名   | 政黨                | 備註 |
| ---- | ------ | ------------------- | ---- |
| 1    | 蔡朝旺 | 中國國民黨籍        |      |
| 2    | 蔡朝旺 | 中國國民黨籍        |      |
| 3    | 蔡朝旺 | 中國國民黨籍        |      |
| 4    | 蘇仙傳 | 中國國民黨籍        |      |
| 5    | 蘇仙傳 | 中國國民黨籍        |      |
| 6    | 陳天飛 | 中國國民黨籍        |      |
| 7    | 陳天飛 | 中國國民黨籍        |      |
| 8    | 林泉利 | 中國國民黨籍        |      |
| 9    | 林泉利 | 中國國民黨籍        |      |
| 10   | 李德良 | 中國國民黨籍        |      |
| 11   | 李德良 | 中國國民黨籍        |      |
| 12   | 陳進文 | 中國國民黨籍        |      |
| 13   | 陳進文 | 中國國民黨籍        |      |
| 14   | 陳嘉文 | 中國國民黨籍        |      |
| 15   | 陳嘉文 | 中國國民黨籍        |      |
| 16   | 李數奼 | 中國國民黨籍        |      |
| 17   | 鄭文仁 | 中國國民黨籍→無黨籍 |      |
| 18   | 謝賢裕 | 中國國民黨籍        |      |
| 19   | 謝賢裕 | 中國國民黨籍        | 現任 |

### 鄉政組織

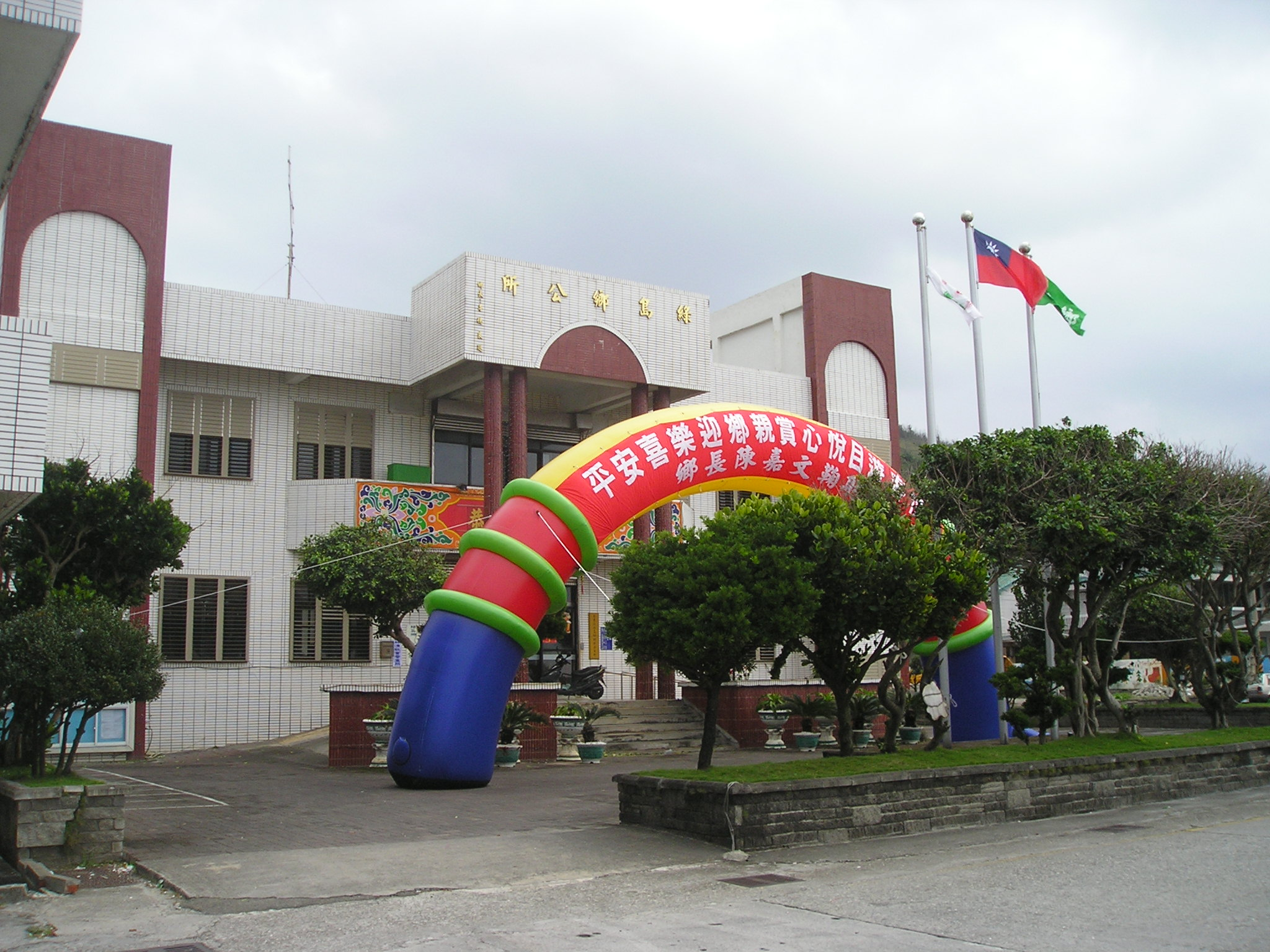
綠島鄉公所

綠島鄉公所是綠島鄉最高層級的地方行政機關，在中華民國政府架構中為鄉自治的行政機關，同時負責執行縣政府及中央機關委辦事項，綠島鄉的自治監督機關為臺東縣政府。鄉長由全體鄉民直接選舉產生，任期為四年，可連選連任一次。綠島鄉公所並置鄉政會議，為鄉政最高決策機構，在鄉長之下，設有3課2室等5個內部單位及1個附屬機關。
綠島鄉民代表會是綠島鄉的最高民意機關，代表綠島鄉全體鄉民立法和監察鄉政。鄉民代表由公民直選選出，任期為四年，可連選連任。綠島鄉民代表會共有7位鄉民代表，分別為第一選區3席鄉民代表、第二選區2席鄉民代表、第三選區2席鄉民代表，主席、副主席由7位鄉民代表互選產生。
綠島鄉為臺東縣議會第六選區，在臺東縣議會30席縣議員中，綠島鄉共選出1席縣議員。

### 行政區
| 綠島鄉行政區劃             |
| 中 寮 村 公 館 村 南 寮 村 |

## 便利商店
- 7-Eleven綠島門市（2005年8月15日開幕）
- 全家便利商店台東綠島店（2007年4月6日開幕）

兩家距離不遠。但是因為位於離島，商品售價較台灣本島高。部分超商活動可能不適用於綠島店。

## 教育

### 國民中學
- 臺東縣立綠島國民中學

### 國民小學
- 臺東縣綠島鄉綠島國民小學
- 臺東縣綠島鄉公館國民小學

## 交通
綠島與台灣本島的運輸方式有：
- 空運：台東機場－綠島機場，以小飛機為主，班次少位置更少，機票極不易買到。
- 海運：臺東縣富岡漁港－蘭嶼鄉； 臺東縣富岡漁港－綠島鄉（南寮漁港），約2小時有一班航次[22]

島上的主要交通工具為機車，騎機車環島一圈20公里，約1小時左右，島上有相當多的機車出租店家，住宿的民宿會提供汽油(另一個租車會提供汽油的離島是小琉球)
綠島唯一的加油站位於南寮村，營業時間為08:00－17:00。
島上交通安全，故可騎乘自行車。
綠島鄉主要道路為環島公路，編為東90線，以水泥舖成，沒有紅綠燈。

## 觀光景點
- 朝日溫泉：台灣罕見的海濱溫泉，常有遊客前往泡湯煮食。
- 哈巴狗岩：形狀很像哈巴狗的島礁，趴在太平洋上，彷彿守護著綠島。
- 綠島燈塔：在機場之北方，可騎機車去參觀。在本島台東可看到其亮光。
- 過山古道：早期尚未有環島公路前，南寮村與公館村溫泉聚落兩地民眾來往的重要道路，現已闢建為健行步道。
- 白色恐怖綠島紀念園區：為過去關押政治犯的集中營，解嚴後原址改建為人權博物館，內保存臺灣白色恐怖時期政府當局在綠島對待政治犯的所作所為。
- 觀音洞：在清朝發現此石灰岩洞，洞內有座石筍，高約120公分左右，形態酷似觀世音菩薩，鄉民膜拜至今已數百年之久。其觀音是背向信眾的，須以反射方式拜拜，所以廟方在前方放置一片不銹鋼片。
- 海參坪
- 夜訪梅花鹿：自從開設私立鹿場之後，野生梅花鹿之數量開始減少很多。
- 津田氏大頭竹節蟲：此為特有種之昆蟲，在鹿場門口前的林投樹林中生長，植食性以林投的樹葉為食，有保護色需耐心觀察尋找，不可抓下來玩，以免觸法。當地保育員曾試放養在其他地區的林投樹上，結果都不成功。此蟲受到干擾時，會分泌一種像薄荷味的一種體液，還驅趕敵人，若蟲會以自割的方式逃命，斷掉的腳會藉著蛻皮，數次後會慢慢長回來。
- 巨岩奇石：綠島海濱有為數不少的石頭，近年觀光化後以其外形賦與其各式名稱吸引旅客。包括[23]：
  - 哈巴狗：原名外塊石或放羊仔石，又稱哈巴狗岩
  - 睡美人：原名石崎
  - 孔子岩：原名尾澳仔險仔
  - 牛頭山：原名草山
  - 將軍岩：原名石浮腳

## 外部連結
- 找海馬-綠島旅遊風格誌 （页面存档备份，存于）
- 綠島鄉公所 （页面存档备份，存于）